# Iglesia de San Sebastián (San Sebastián)
La Iglesia de San Sebastián Mártir, popularmente conocida como Iglesia del Antiguo, es el edificio parroquial del barrio donostiarra del Antiguo. Está ubicado en la plaza de Alfonso XIII, junto a la calle de Matía. Junto a ella, se encuentra el frontón del Antiguo. 

## Historia
La historia de la iglesia está documentada en el libro "Glosas Antiguotarras" de Tomás Eceiza.
La mayoría de los historiadores están de acuerdo en que esta iglesia tiene más de mil años. Además, en el año 1014 (existen opiniones divergentes sobre la fecha exacta del documento) el rey  Sancho Garcés III de Pamplona ya había cedido este templo al Monasterio de Leyre, al que consideraba, ya entonces, "antiguo". 
En el siglo XVI según consta en un antiguo manuscrito del convento de San Telmo, se tiene noticia de la ubicación de la iglesia donde está ahora el Palacio de Miramar.

### SigloXIX
La primera guerra carlista terminó con la Iglesia de La Antigua en 1836, que también fue utilizada como iglesia conventual de las dominicas.  
Tras el final de la tercera guerra carlista (1872-1876) se derriba del fuerte del Antiguo en 1888 y se inicia la expansión y desarrollo del barrio del Antiguo.  
En 1887, cuando la reina María Cristina se interesó por la zona donde estaba ubicada esta iglesia, el ayuntamiento se ofreció a construir un castillo como regalo. La Reina agradeció la oferta, pero acordó que sería un sacrificio para la ciudad, ya que eran los residentes quienes tendrían que pagar los impuestos. Finalmente, el ayuntamiento solo ayudó a abrir el camino hacia el nuevo castillo. Así, pues, la reina pagó la compra-venta de los terrenos.
El 11 de julio de 1888 el alcalde de San Sebastián, Gil Larrauri, se dirigió al obispo de la diócesis pidiendo permiso para trasladarla a la calle Matia con el fin de que en su lugar pudiera construirse lo que sería el Palacio de Miramar. El 24 de septiembre de 1888 se colocó la primera piedra de la nueva iglesia, ahora visible. María Cristina de Borbón y su hijo el rey Alfonso XIII estuvieron presentes en la ceremonia de bendición del nuevo edificio del 7 de septiembre de 1889, junto a toda la familia real que también asistió a la ceremonia.  
En 1889 se reconstruyó y se le añadió una torre-campanario para aprovechar los materiales sobrantes del derribo de la cercana ermita de Loreto. Esta obra la realizó el arquitecto municipal José Goicoa.

### SigloXX
Con un aforo de unas 500 personas en un barrio de 2000 familias, se plantea la ampliación de la iglesia. Sobre un planteamiento de capacidad para 1000 personas, viviendas para los clérigos y locales sociales varios, se encarga la redacción del proyecto de ampliación al arquitecto Pablo Zabalo Ballarín (1893-1961), que falleció al poco de comenzar el encargo, y siendo continuado y finalizado por Andrés Barrenetxea. En noviembre de 1961 se inicia la reforma de la iglesia vieja y se inician las obras del nuevo templo. La nueva iglesia se inauguró el 1 de mayo de 1964.

## Galería

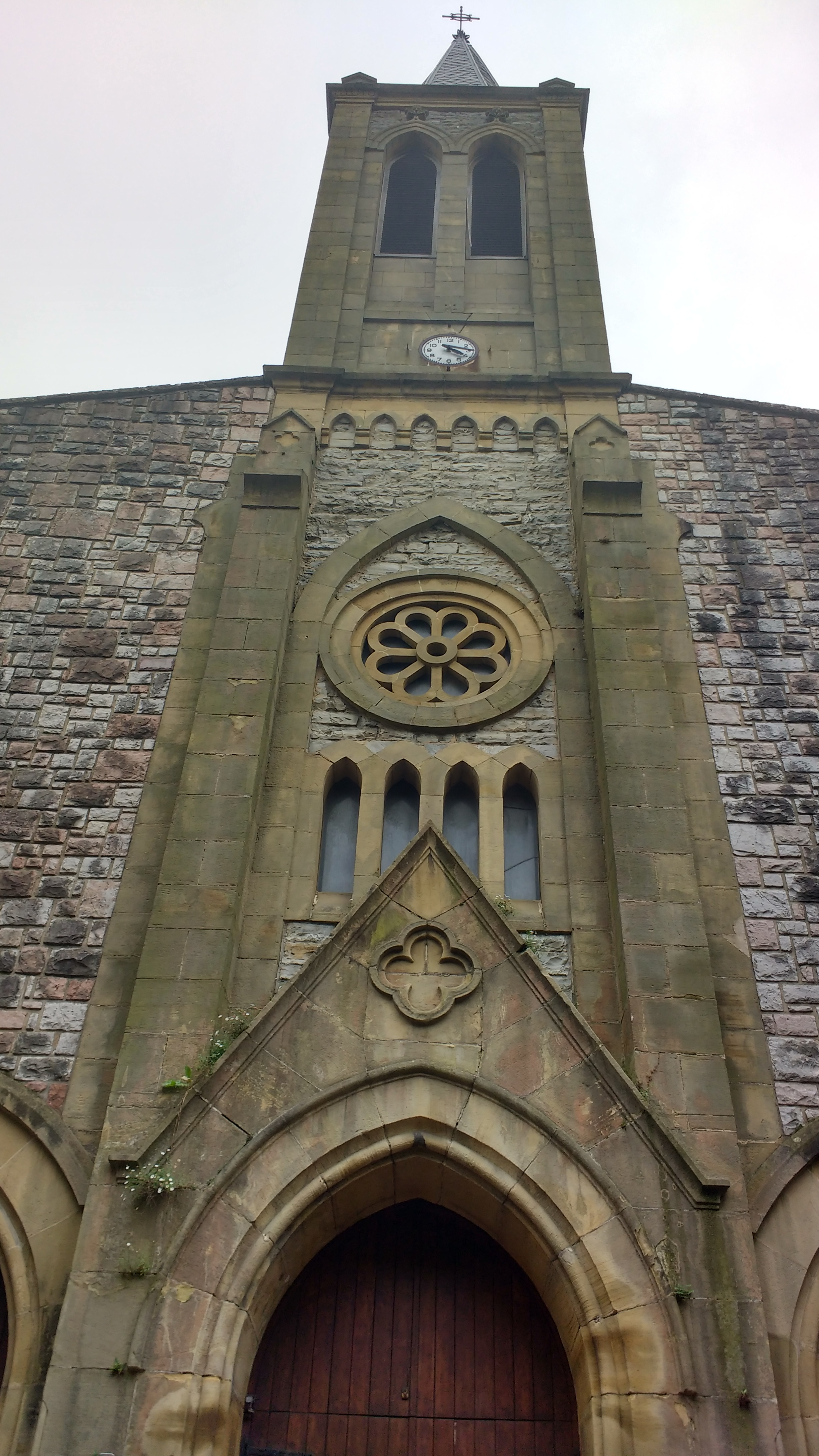
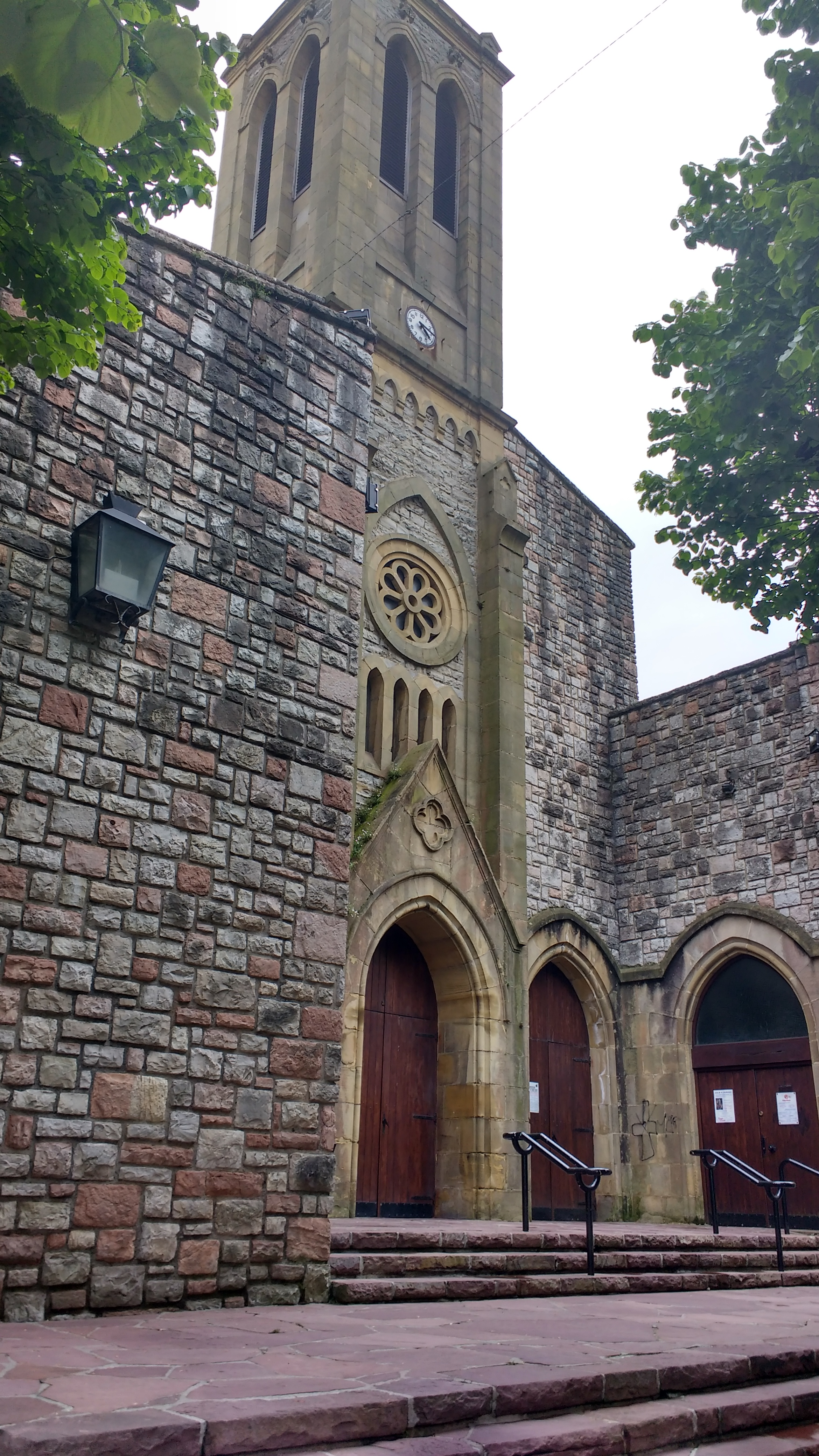
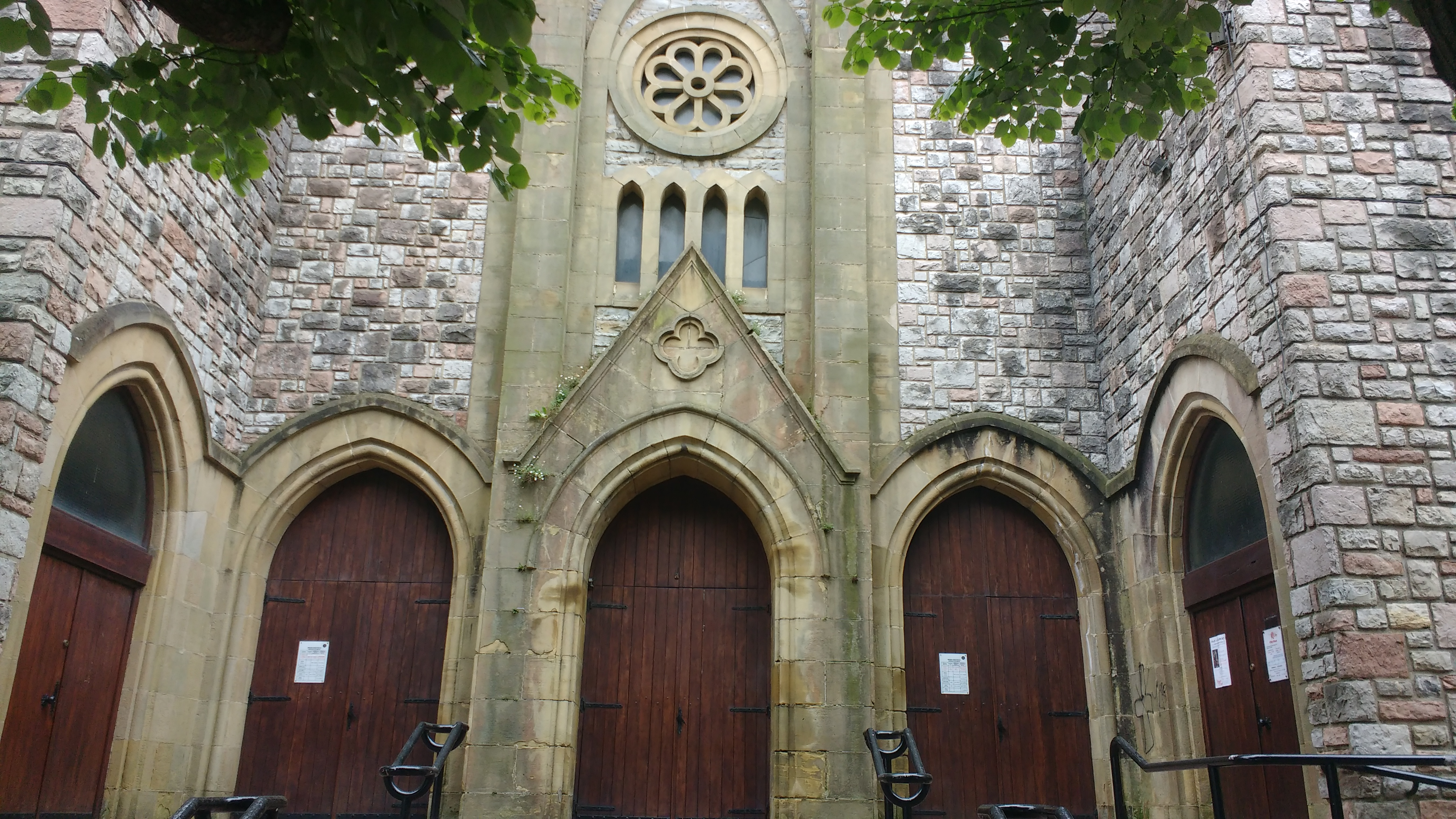